# Место преступления (телесериал)
«Место преступления» (нем. Tatort) — криминальный телесериал (первоначально производства ФРГ, впоследствии совместного производства Германии, Австрии и Швейцарии). Впервые появился на экранах в 1970 году в ФРГ.
Сериал производят совместно ARD (Германия), ÖRF (Австрия) и SRF (Швейцария). В 2010-х-2020-х годах в год снимается примерно три-четыре десятка серий длительностью 90 минут. В Германии выходит на канале Das Erste. Пользуется значительной популярностью у зрителей: так, в 2019 году сериал смотрело 14 млн немцев.
Автором концепции сериала был драматург, сценарист и телередактор Гюнтер Витте. В 2013 году за создание сериала Витте получил почётную премию Бэмби.
Каждая серия описывает расследование очередного преступления в том или ином городе Германии, а также в Вене и Цюрихе (в этих же местах происходят съёмки), при этом в каждом городе действует своя команда полицейских. Отдельные персонажи обрели в Германии культовый статус, например, комиссар из Дуйсбурга Хорст Шимански в исполнении Гёца Георге. Шимански действовал в сериях 1980-х годов и вызывал спорное отношение у зрителей тем, что был крайне далёк от образа «правильного» полицейского. После исчезновения из сериала Шимански получил собственный спин-офф (1997—2013), а в Дуйсбурге его именем названа улица.
Первая серия была показана 29 ноября 1970 года и называлась Taxi nach Leipzig. Сериал в целом и отдельные серии были удостоены различных наград.
Три серии сериала была сняты в виде кинофильмов и демонстрировались в кинотеатрах (Zahn um Zahn (1985), Zabou (1987) и «Безбашенный Ник» (2016)). В первых двух из них в качестве детектива действовал Хорст Шимански.

## Известные актёры
- Настасья Кински
- Адель Нойхаузер
- Пути Кайсар Михара
- Андреас Шмидт
- Кай Визингер
- Вальтер Фитц
- Лиза Фитц
- Фритци Хаберландт
- Альбрехт Шух